# دومي هوي
دومي هوي (بالإنجليزية: Dummy Hoy)‏ هو لاعب كرة قاعدة أمريكي، ولد في 23 مايو 1862 في مقاطعة هانكوك في الولايات المتحدة، وتوفي في 15 ديسمبر 1961 في سينسيناتي في الولايات المتحدة.

## وصلات خارجية
- دومي هوي على موقع دوري كرة القاعدة الرئيسي (الإنجليزية)
- دومي هوي على موقعبيزبول رفرنس.كوم (الدوري الرئيسي) (الإنجليزية)
- دومي هوي على موقعبيزبول رفرنس.كوم (الدوري الثانوي) (الإنجليزية)
- دومي هوي على موقع جمعية أبحاث البيسبول الأمريكية (الإنجليزية)
- دومي هوي على موقع مشجعي الرسوم البيانية (الإنجليزية)